# 精巣輸出管
精巣輸出管（せいそうゆしゅつかん、英: efferent ducts, efferent ductules, ductuli efferentes, ductus efferentes, vasa efferentia）は、精巣網と精巣上体を繋ぐ管構造である。
精巣輸出管の構造は以下の2種がある：
- 殆どの大型哺乳類では、精巣輸出管は複数本存在する。ヒトをはじめとする大型哺乳類では、約15～20本の精巣上体管があり、精巣上体頭部のほぼ3分の1を占めている。
- 齧歯類などの殆どの小動物では、精巣上体に入る前に3～6本の管が1本の小管に合流する[要出典]。

管腔は一枚構造で、丈が比較的低い単層円柱上皮の部分と、丈の高い2列の円柱上皮の部分が交互に配列している。繊毛細胞と非繊毛細胞（吸収細胞）からなり、繊毛細胞は管腔液をかき混ぜる役割を果たし、おそらく精巣から分泌される体液からの水分の均一な吸収を助け、管腔内精子の濃度を高める。上皮は平滑筋に囲まれており、精子を精巣上体に向かって推進させるのに役立っている。
精巣網から精巣輸出管への接続部では、精巣網の単層立方上皮が突然2列の円柱上皮に移行し、精巣輸出管から精巣上体管への接続部では、比較的丈の低い円柱上皮が突然非常に丈の高い円柱上皮に代わる。

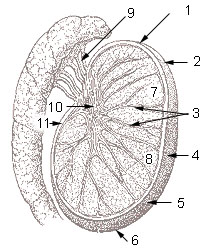
9.が精巣輸出管